# UTB Universal 650
Der  UTB Universal 650 war ein Traktormodell ohne geschlossenes Führerhaus des in Brasov, Rumänien ansässigen Herstellers Uzina Tractorul Brașov, kurz UTB. Erst spätere Modelle hatten ein nach hinten offenes Wetterverdeck.

## Geschichte
Das Fahrzeug wurde von 1966 bis 1975 zunächst für den rumänischen Markt gefertigt. Ab 1968 wurden die ersten Modelle in die DDR exportiert.

## Technische Ausstattung
Der  UTB Universal 650 hat Hinterradantrieb. Als Motor dienten direkteinspritzende Dieselmotoren. Der Traktor war in Halbrahmenbauweise gefertigt und hatte ein mechanisches Zweistufengetriebe mit 5 Vorwärtsgängen und einem Rückwärtsgang. Das Getriebe hatte so insgesamt 10 Vorwärtsgänge und 2 Rückwärtsgänge. Durch einen Drehmomentverstärker mit Kupplung und Freilauf konnte auch unter Last geschaltet werden. Die Zapfwelle war am Heck des Fahrzeugs angebracht.  Die Allrad-Variante dieses Traktormodells hieß UTB Universal 651.  Beim UTB Universal 651 konnte der Vorderradantrieb separat abgeschaltet werden. Der Antrieb der Vorderräder wurde vom Schaltgetriebe über ein Reduziergetriebe mit Lamellenkupplung und eine Gelenkwelle gewährleistet. Aufgrund der einfachen Technik war er sehr wartungsfreundlich und konnte ohne größere Reparaturen wieder in Gang gesetzt werden.
Die Variante mit Kettenantrieb hieß UTB Universal 651S.

## Fahrleistungen
Der Traktor erreichte mit Hinterradantrieb oder Allradantrieb Geschwindigkeiten von 2,8 bis 28,7 km/h.